# Antonio Tenorio
Antonio Tenorio (* vor 1835; † nach 1835) war ein mexikanischer Offizier.

## Werdegang
Über den Werdegang von Antonio Tenorio ist nichts bekannt. Er war ein mexikanischer Hauptmann, der vor dem Ausbruch des Texanischen Unabhängigkeitskrieges das Kommando über die Stadt Anahuac (Chambers County) erhielt. Er erreichte im Januar 1835 Anahuac über die Galveston Bay. Mit sich hatte er zwei Offiziere und 34 Mann. General Martín Perfecto de Cos erteilte ihm den Befehl, dort ein Zollhaus zu errichten. Während der folgenden fünf Monate stieß das Regiment auf viele Schwierigkeiten. Als Folge davon beschwerte sich Tenorio bei seinem Vorgesetzten. Ein Mangel an Booten und Artillerie machte es schwierig, den Schmuggel zu stoppen, und die ansässigen Händler weigerten sich, das Regiment mit Lebensmitteln zu versorgen. Der Mangel an Vorräten machte das Regiment anfällig für Angriffe von Kolonisten, die unzufrieden waren, da die Steuerrechte nicht konsequent durchgesetzt wurden. Die Moral unter Tenorios Männern war schlecht, viele von ihnen desertierten. Als Tenorio im Juni 1835 den Händler Andrew Briscoe und DeWitt Clinton Harris (1814–1861) beim Handel mit nicht verzollten Gütern ertappte und verhaften ließ, stellte William Travis eine private Kompanie mit 25 Mann auf, um das Regiment aus der Garnison zu vertreiben. Travis verließ Harrisburg, was heute ein Teil von Houston (Texas) ist, an Bord der Ohio, die David Harris gehörte. Er setzte darauf, Anahuac zu erreichen, bevor Tenorio Verstärkungstruppen erhielt. Seine Kompanie kam am 29. Juni 1835 an, feuerte einen Schuss ab und verlangte von Tenorio die Kapitulation. Nachdem Travis den Befehl zum Angriff gegeben hatte, um den Druck auf Tenorio zu verstärken, kapitulierte dieser tatsächlich. Die Bedingungen der Übergabe wurden am 30. Juni ausgehandelt und umfassten das Ehrenwort der mexikanischen Offizieren, dass sie die Waffen nicht gegen Texas erheben würden. Die Waffen mussten an die Texaner ausgeliefert werden. Tenorio und seine Männer segelten dann auf der Ohio nach Harrisburg, wo ihnen befohlen wurde, sich nach Bexar zurückzuziehen. Das Vorgehen von Travis wurde später in ganz Texas kritisiert. Als Folge davon ließ er die nächsten Wochen in der Wochenzeitung Brazoria Texas Republican eine Anzeige veröffentlichen, mit der er die Öffentlichkeit bat, von einer Vorverurteilung Abstand zu nehmen, bis er Zeit hätte, eine Erklärung für sein Handeln abzugeben. Allerdings wurde seine am 1. September 1835 niedergeschriebene Rechtfertigung nie veröffentlicht. Tenorio erreichte am 17. Juli 1835 San Felipe und blieb dort sieben Wochen. In dieser Zeit erhielt er von Antonio López de Santa Ana den Befehl, Manuel Lorenzo Justiniano de Zavala y Sáenz zu verhaften und ihn nach Mexiko-Stadt zu bringen. Außerdem sollte er auch Francis W. Johnson, Robert M. Williamson, Moseley Baker, Travis und andere Mitglieder der texanischen Kriegspartei verhaften. Im September 1835 befahl ihm Domingo de Ugartechea, zu seinem Kommando in Anahuac zurückzukehren.